# 阻生牙
阻生牙是指因各種原因只能部分萌出或完全不能萌出的牙齒。阻生牙可能會引起各種牙齒疾病，还可能會讓邻牙變成龋齿。對於完全不能萌出的阻生牙，除非通过拔牙术拔出，否则它们会一直留在原處。